# Marshall (Missouri)
Marshall és una població dels Estats Units a l'estat de Missouri. Segons el cens del 2000 tenia 12.433 habitants.

## Demografia
Segons el cens del 2000, Marshall tenia 12.433 habitants, 4.732 habitatges, i 2.985 famílies. La densitat de població era de 472,9 habitants per km².
Dels 4.732 habitatges en un 30,7% hi vivien nens de menys de 18 anys, en un 45,8% hi vivien parelles casades, en un 12,9% dones solteres, i en un 36,9% no eren unitats familiars. En el 31,1% dels habitatges hi vivien persones soles el 15,4% de les quals corresponia a persones de 65 anys o més que vivien soles. El nombre mitjà de persones vivint en cada habitatge era de 2,42 i el nombre mitjà de persones que vivien en cada família era de 3.
Per edats la població es repartia de la següent manera: un 24,7% tenia menys de 18 anys, un 13% entre 18 i 24, un 25,3% entre 25 i 44, un 21,8% de 45 a 60 i un 15,3% 65 anys o més.
L'edat mediana era de 36 anys. Per cada 100 dones de 18 o més anys hi havia 93,5 homes.
La renda mediana per habitatge era de 31.649 $ i la renda mediana per família de 36.686 $. Els homes tenien una renda mediana de 26.556 $ mentre que les dones 19.688 $. La renda per capita de la població era de 16.646 $. Entorn del 12,5% de les famílies i el 15% de la població estaven per davall del llindar de pobresa.

## Poblacions més properes
El següent diagrama mostra les poblacions més properes.